# 锯齿啄花鸟属
锯齿啄花鸟属（学名：Prionochilus），是啄花鸟科的一属。属下共有6种鸟类。
属下物种有：
- 绿背锯齿啄花鸟
- 黄喉锯齿啄花鸟
- 红胸锯齿啄花鸟
- 巴拉望啄花鸟
- 加里曼丹啄花鸟
- 赤胸锯齿啄花鸟